# Adam Ptácek
Adam Ptácek (República Checa, 8 de octubre de 1980) es un atleta checo especializado en la prueba de salto con pértiga, en la que consiguió ser subcampeón mundial en pista cubierta en 2004.

## Carrera deportiva
En el Campeonato Mundial de Atletismo en Pista Cubierta de 2004 ganó la medalla de plata en el salto con pértiga, con un salto por encima de 5.70 metros, tras el ruso Igor Pavlov y por delante del ucraniano Denys Yurchenko.